# Lea Sophie Friedrich
Pour les articles homonymes, voir Friedrich.
Lea Sophie Friedrich née le 7 janvier 2000 à Dassow, est une coureuse cycliste allemande, spécialiste des épreuves de vitesse sur piste. Elle compte un total de huit titres mondiaux : quatre en vitesse par équipes en 2020, 2021, 2022 et 2023, deux sur le 500 mètres en 2020 et 2021 et deux en keirin en 2021 et 2022.

## Biographie
Aux championnats du monde de cyclisme sur piste juniors 2018, Lea Sophie Friedrich obtient quatre médailles d'or, au 500 mètres, au keirin, en vitesse individuelle et par équipe. Lors du 500 mètres, elle bat le record du monde junior en parcourant la distance en 33 s 922. Elle reçoit le prix de cycliste allemande junior de l'année.
En début d'année 2019, elle dispute ses premiers championnats du monde élite à Pruszków, en Pologne. Elle s'y classe quatrième de la vitesse et septième du 500 mètres.
En 2020, à domicile, à Berlin, elle est championne du monde du 500 mètres et de vitesse par équipes (avec Pauline Grabosch et Emma Hinze). Les sprinteuses allemandes dominent ces mondiaux en s'octroyant les quatre titres en jeu.
Dans la compétition de vitesse par équipes des épreuves de cyclisme aux Jeux olympiques de Tokyo, Sophie Friedrich remporte la médaille d'argent en association avec Emma Hinze. En octobre 2021, la sportive allemande remporte trois titres mondiaux sur le 500 mètres, le keirin et de la vitesse par équipes lors des championnats du monde de Roubaix,. Elle passe proche d'un quadruplé historique, mais s'incline en finale de la vitesse individuelle contre sa compatriote Emma Hinze.
En mai 2022, lors de la manche de Milton de la Coupe des nations, elle gagne la vitesse par équipes avec Pauline Grabosch et Emma Hinze. Lors du keirin, elle se classe deuxième, mais est reléguée à la sixième place après avoir provoqué une chute de trois adversaires dans le final. En août, elle réalise un doublé aux championnats d'Europe organisés à domicile, à Munich. Elle s'impose sur le keirin et la vitesse par équipes. En octobre, elle devient pour la troisième fois championne du monde de vitesse par équipes, où le trio allemand bat à deux reprises le record du monde en réalisant finalement 45 s 967.

## Palmarès

### Jeux olympiques
- Tokyo 2020
  -  Médaillée d'argent de la vitesse par équipes
  - 5e de la vitesse individuelle
  - 16e du keirin
- Paris 2024
  -  Médaillée d'argent de la vitesse individuelle
  -  Médaillée de bronze de la vitesse par équipes
  - 7e du keirin

### Championnats du monde
| Édition / Épreuve              | 500 mètres | Keirin | Vitesse individuelle | Vitesse par équipes         |
| Montichiari 2017 (juniors)     | Argent     |        | Bronze               | Argent                      |
| Aigle 2018 (juniors)           | Or         | Or     | Or                   | Or (avec Götz et Pröpster)  |
| Pruszków 2019                  | 7e         |        | 4e                   |                             |
| Berlin 2020                    | Or         | 6e     | 5e                   | Or (avec Grabosch et Hinze) |
| Roubaix 2021                   | Or         | Or     | Argent               | Or (avec Grabosch et Hinze) |
| Saint-Quentin-en-Yvelines 2022 | 9e         | Or     | Argent               | Or (avec Grabosch et Hinze) |
| Glasgow 2023                   | Bronze     | Bronze | Argent               | Or (avec Grabosch et Hinze) |

### Coupe du monde
- 2019-2020
  - 3e de la vitesse par équipes à Minsk
  - 3e de la vitesse par équipes à Glasgow

### Coupe des nations
- 2022
  - 1re de la vitesse par équipes à Milton (avec Pauline Grabosch et Emma Hinze)
- 2023
  - 1re de la vitesse par équipes à Jakarta (avec Alessa-Catriona Pröpster, Pauline Grabosch et Emma Hinze)
  - 2e de la vitesse à Jakarta
  - 2e de la vitesse par équipes au Caire
- 2024
  - 2e de la vitesse par équipes à Hong Kong
  - 3e de la vitesse individuelle à Hong Kong
- 2025
  - 3e de la vitesse par équipes à Konya

### Ligue des champions
- 2021
  - 1re du keirin à Panevėžys
  - 1re du keirin à Londres (I)
  - 2e de la vitesse à Palma
  - 2e de la vitesse à Londres (I)
  - 3e de la vitesse à Londres (II)
- 2022
  - 3e du keirin à Palma

### Championnats d'Europe
| Édition / Épreuve                 | 500 mètres | Keirin | Vitesse | Vitesse par équipes                   |
| Anadia 2017 (juniors)             | Argent     |        | Argent  | Argent                                |
| Gand 2019 (espoirs)               | Or         | Or     | Argent  |                                       |
| Apeldoorn 2019                    |            | Argent | Bronze  | Argent                                |
| Fiorenzuola d'Arda 2020 (espoirs) | Or         | Or     | Or      | Or (avec Grabosch et Pröpster)        |
| Granges 2021                      |            | Or     | Argent  | Argent (avec Grabosch et Pröpster)    |
| Munich 2022                       |            | Or     | 4e      | Or (avec Grabosch et Hinze)           |
| Granges 2023                      |            | Or     | Or      | Or (avec Grabosch, Hinze et Pröpster) |
| Apeldoorn 2024                    |            | Or     | Argent  | Or (avec Grabosch et Hinze)           |
| Heusden-Zolder 2025               |            |        |         | Bronze (avec Grabosch et Schneider)   |

### Championnats nationaux
- Championne d'Allemagne de vitesse par équipes juniors en 2018
- Championne d'Allemagne du 500 mètres juniors en 2017 et 2018
- Championne d'Allemagne du keirin juniors en 2017 et 2018
- Championne d'Allemagne de vitesse individuelle juniors en 2017 et 2018
- Championne d'Allemagne de vitesse par équipes en 2018, 2022, 2023 et 2024
- Championne d'Allemagne du keirin en 2019
- Championne d'Allemagne de vitesse individuelle en 2019 et 2025
- Championne d'Allemagne du kilomètre en 2025